# Malcolm II

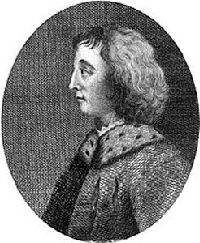
Malcolm II

Malcolm II (Máel Coluim Forranach; Máel Coluim mac Cináeda) (ur. ok. 954, zm. 25 listopada 1034) – król Szkocji (Alby) od 1005 roku, kiedy to zamordował swego kuzyna Kennetha III.